# Королівсько-Імператорський Тракт в Познані
52°24′44″ пн. ш. 16°57′05″ сх. д. / 52.412305555556° пн. ш. 16.9515° сх. д.

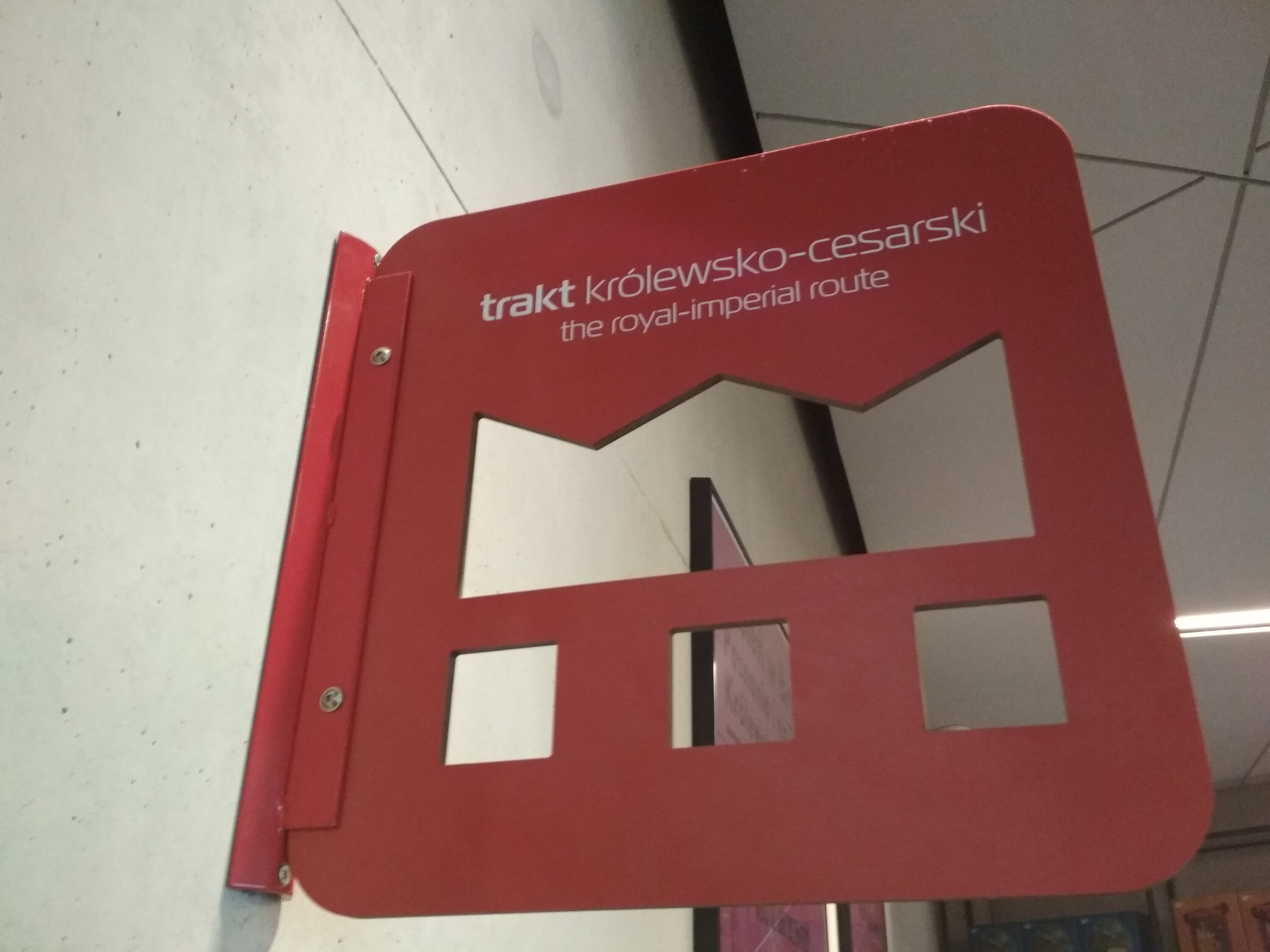
Логотип Королівсько-Імператорського Тракту в Познані

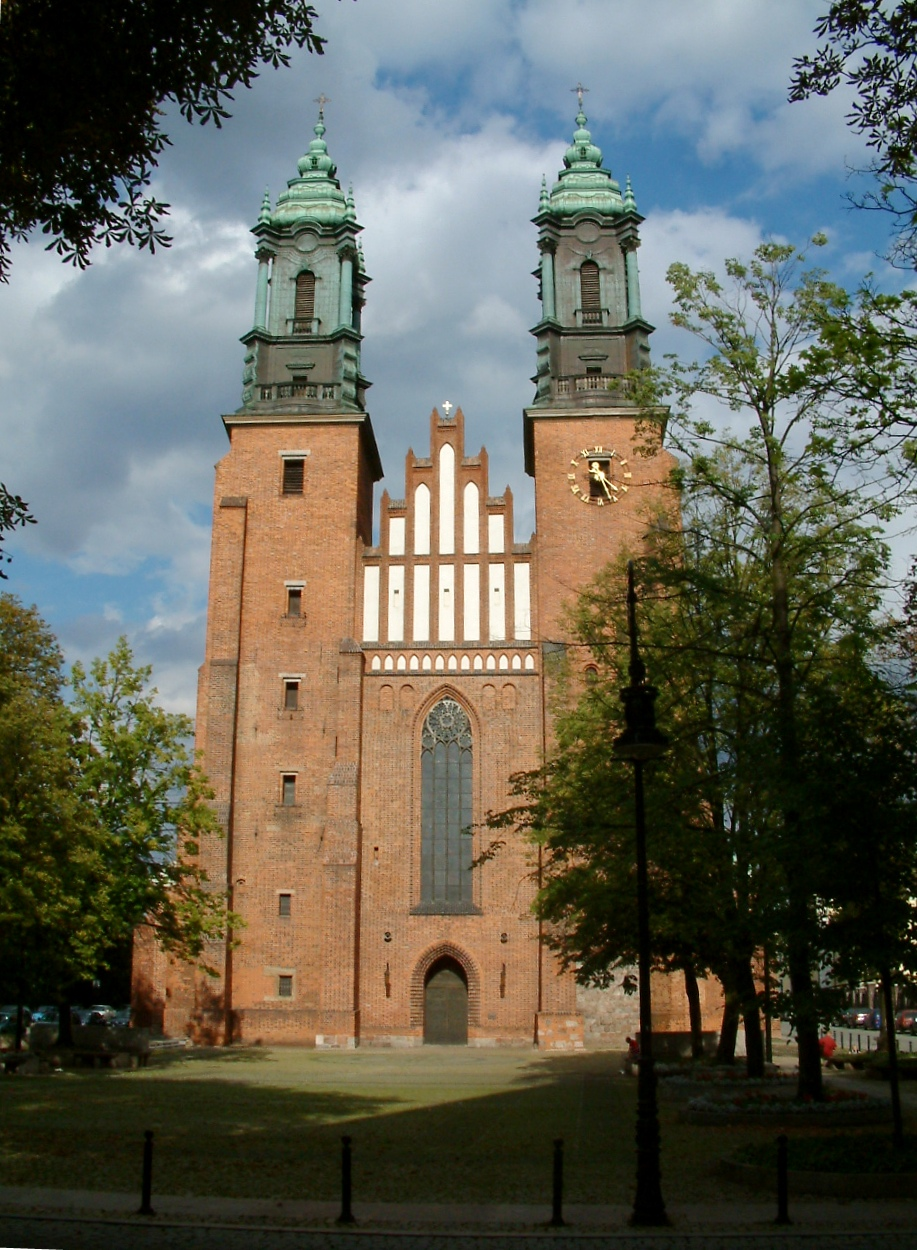
Базиліка святих Петра і Павла

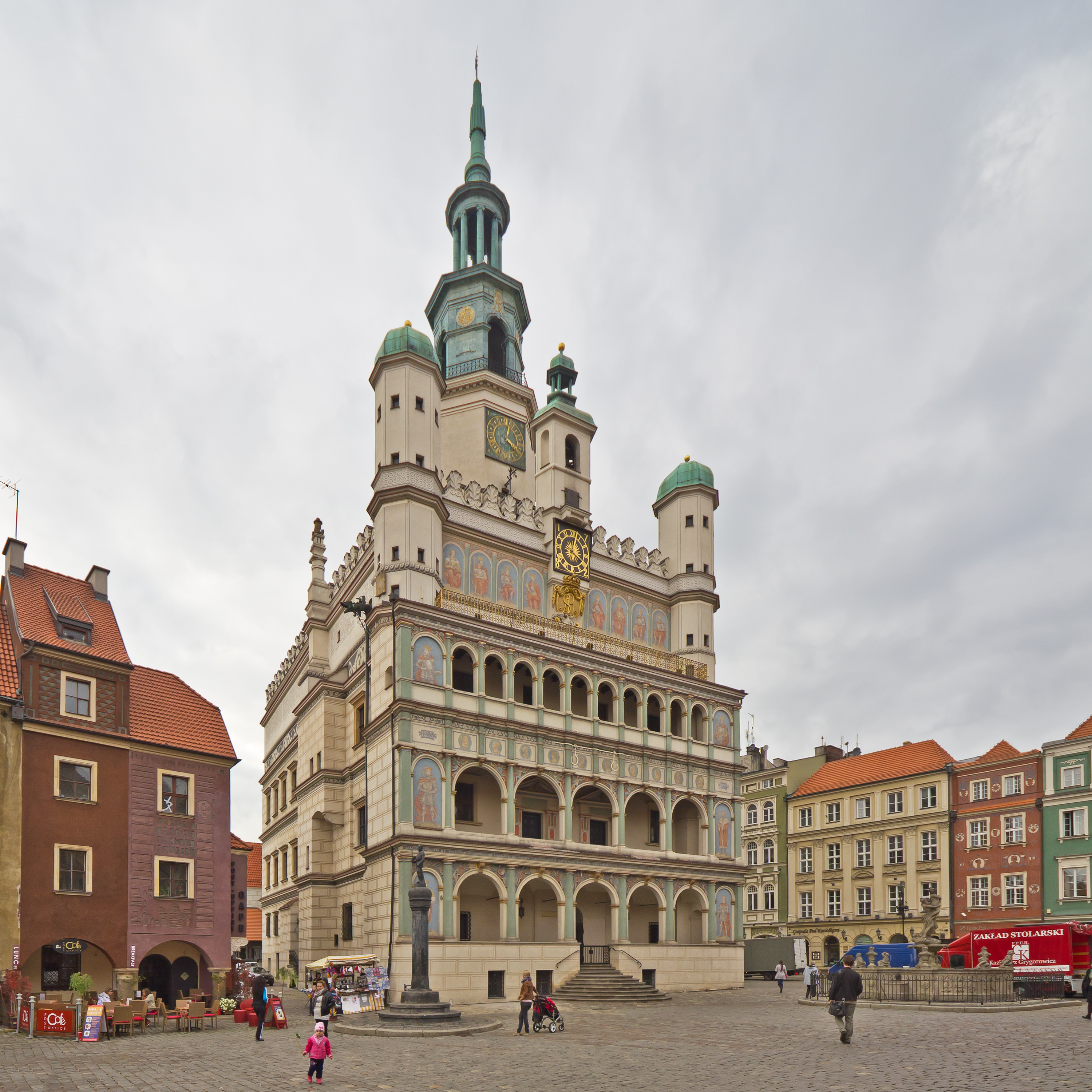
Познанська ратуша

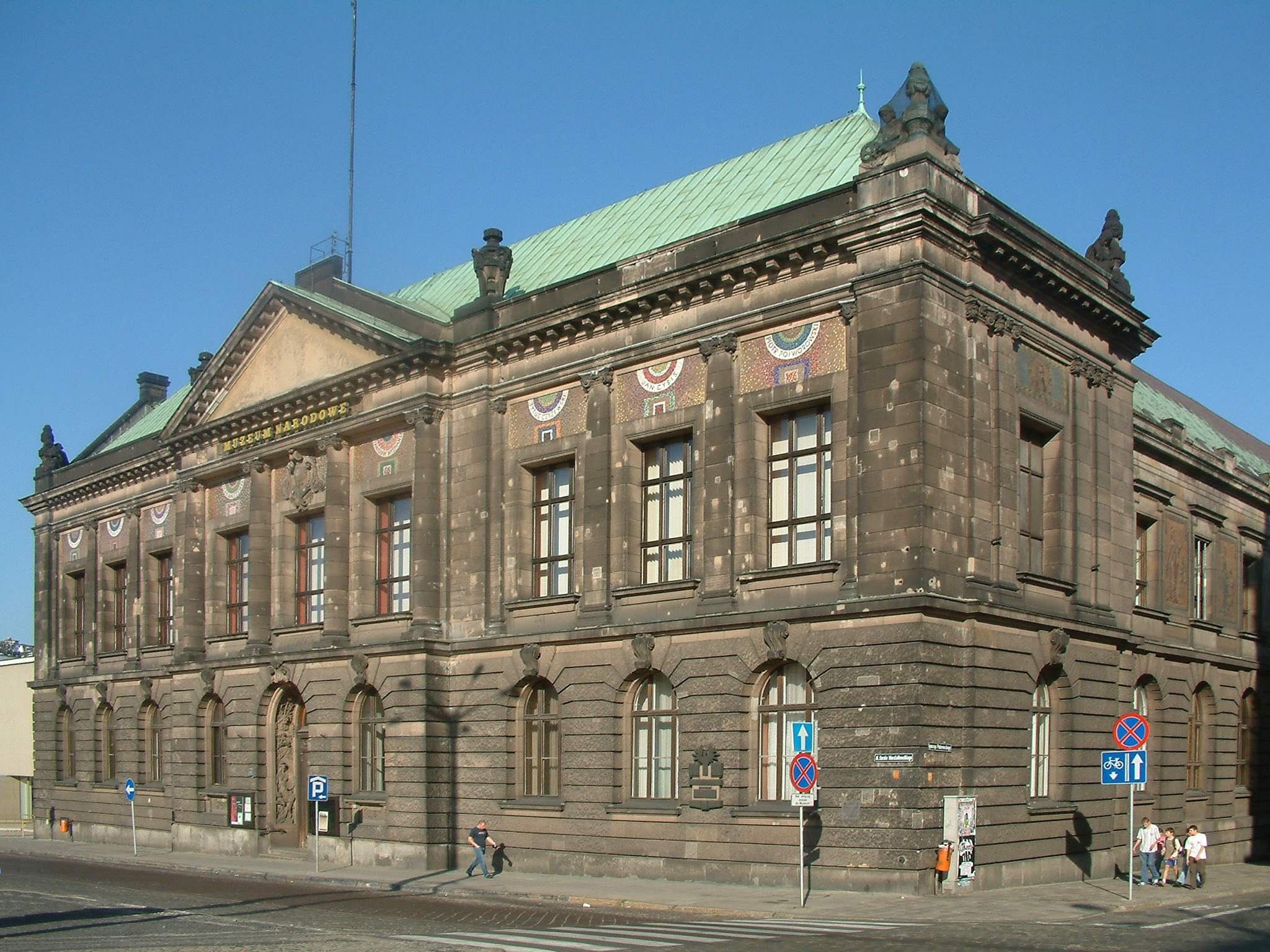
Національний Музей в Познані

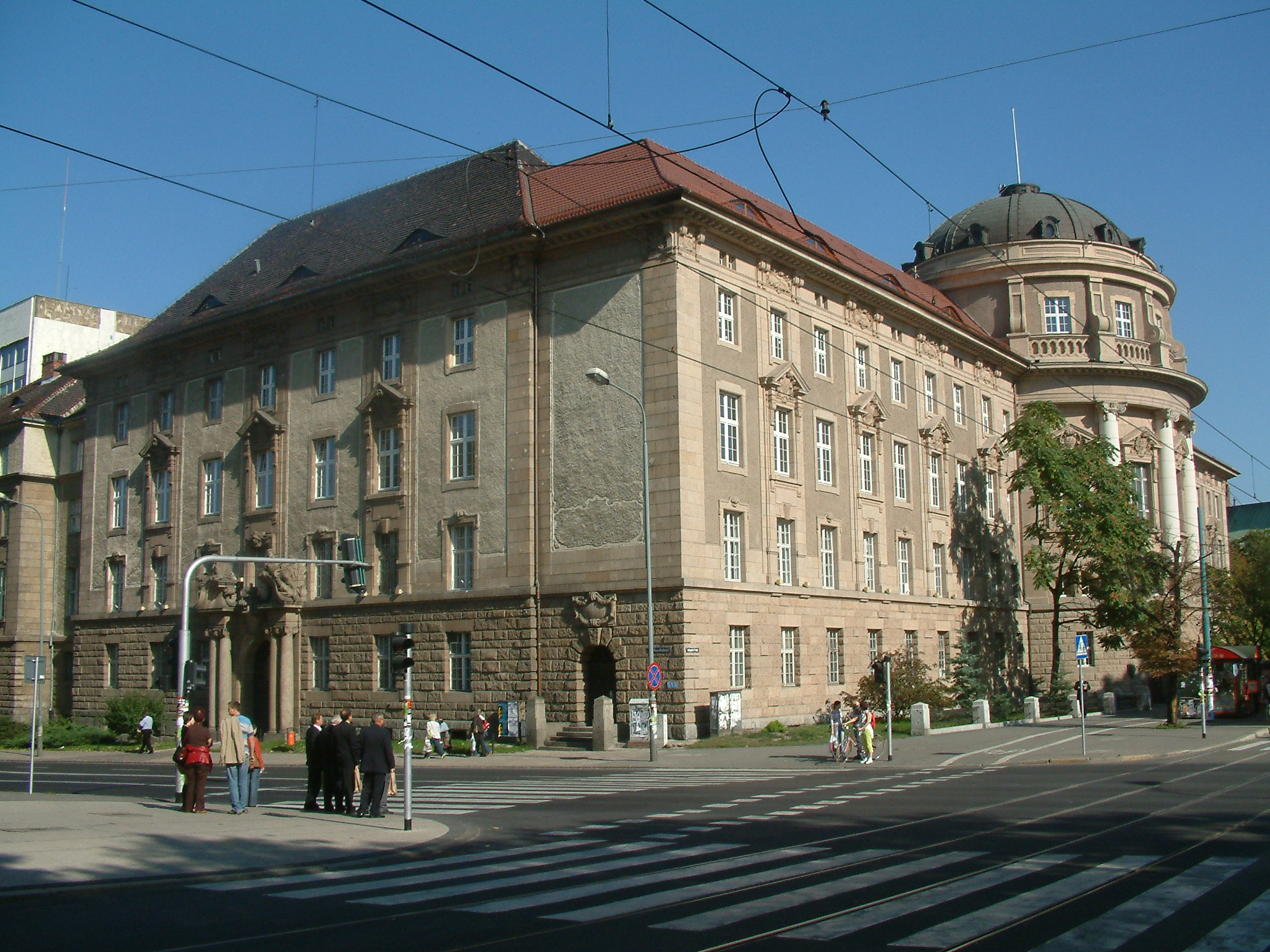
Факультет Філології Університету імені Адама Міцкевича в Познані — колись Пруська Колонізаційна Комісія

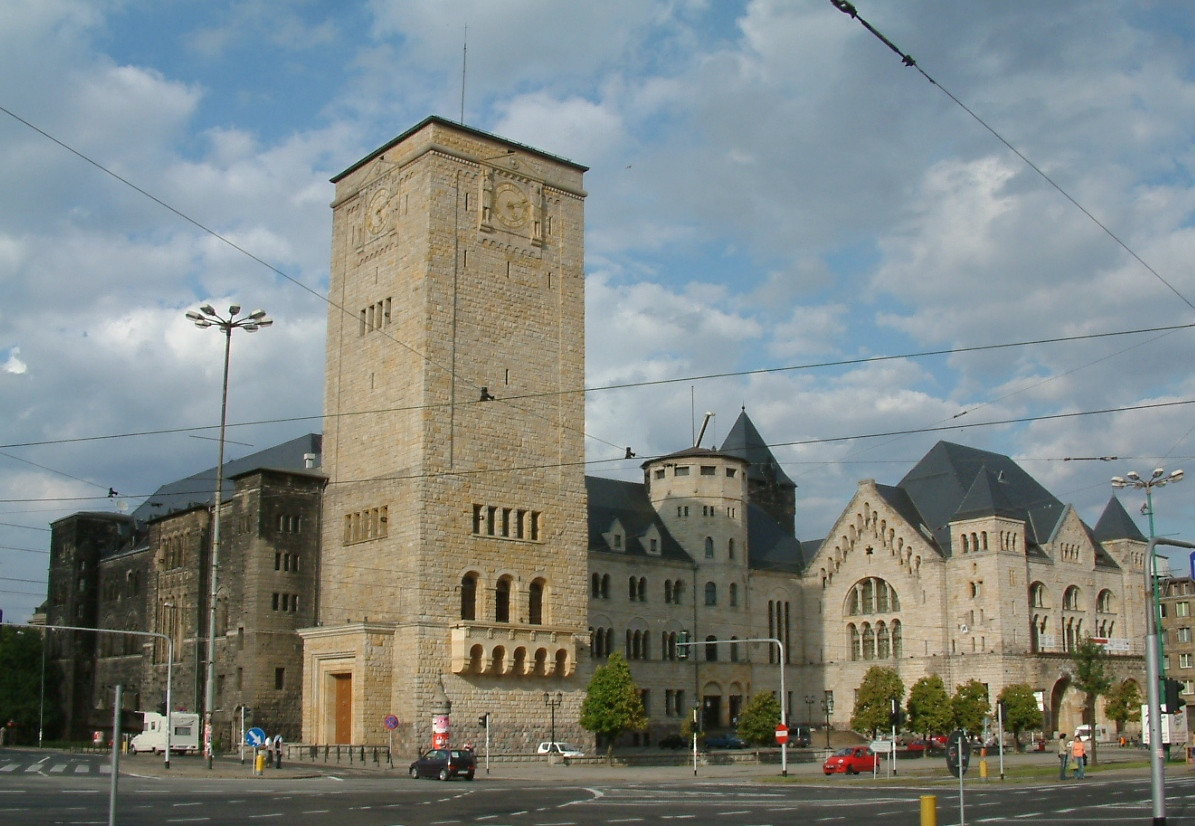
Імператорський Замок

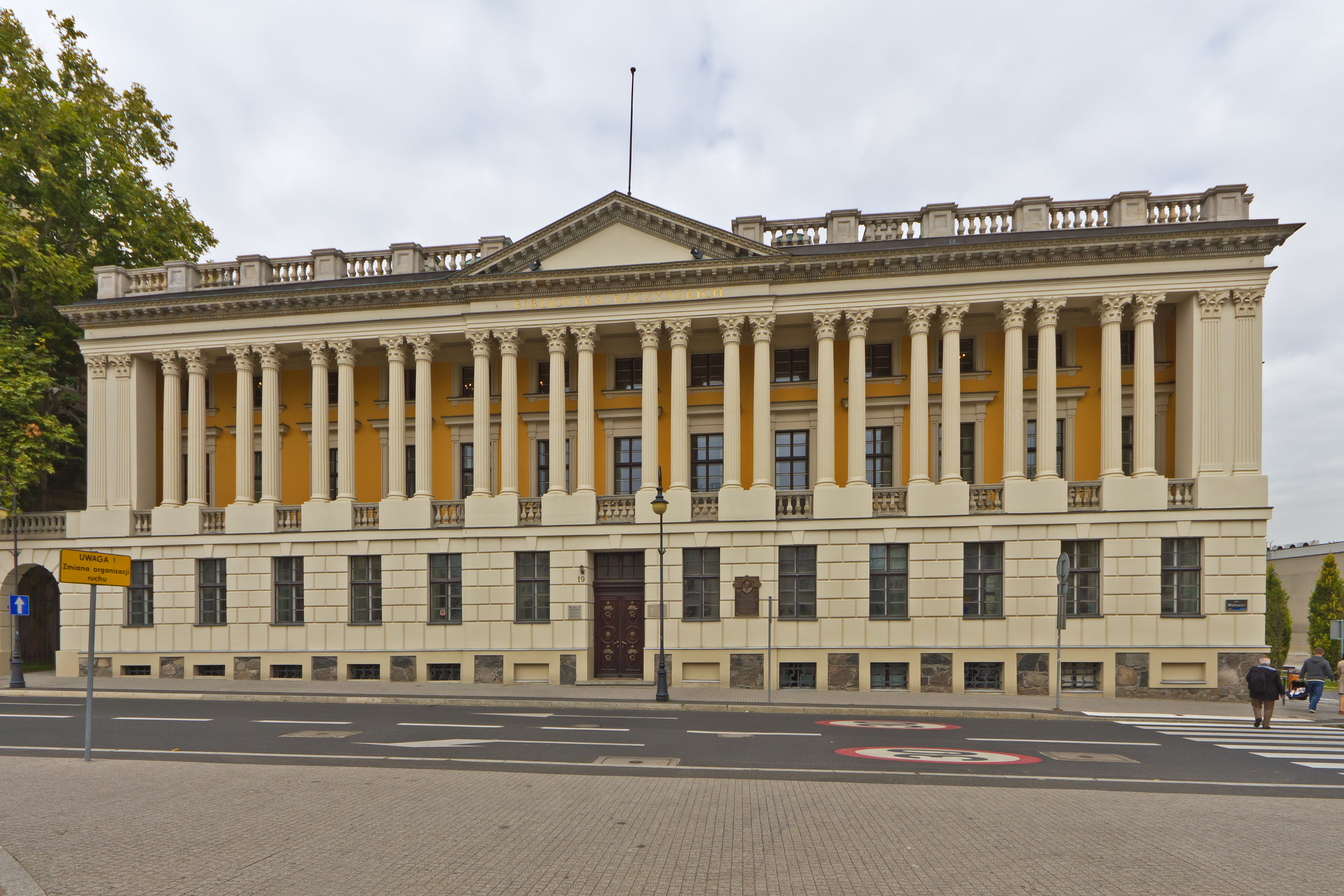
Бібліотека Рачинських

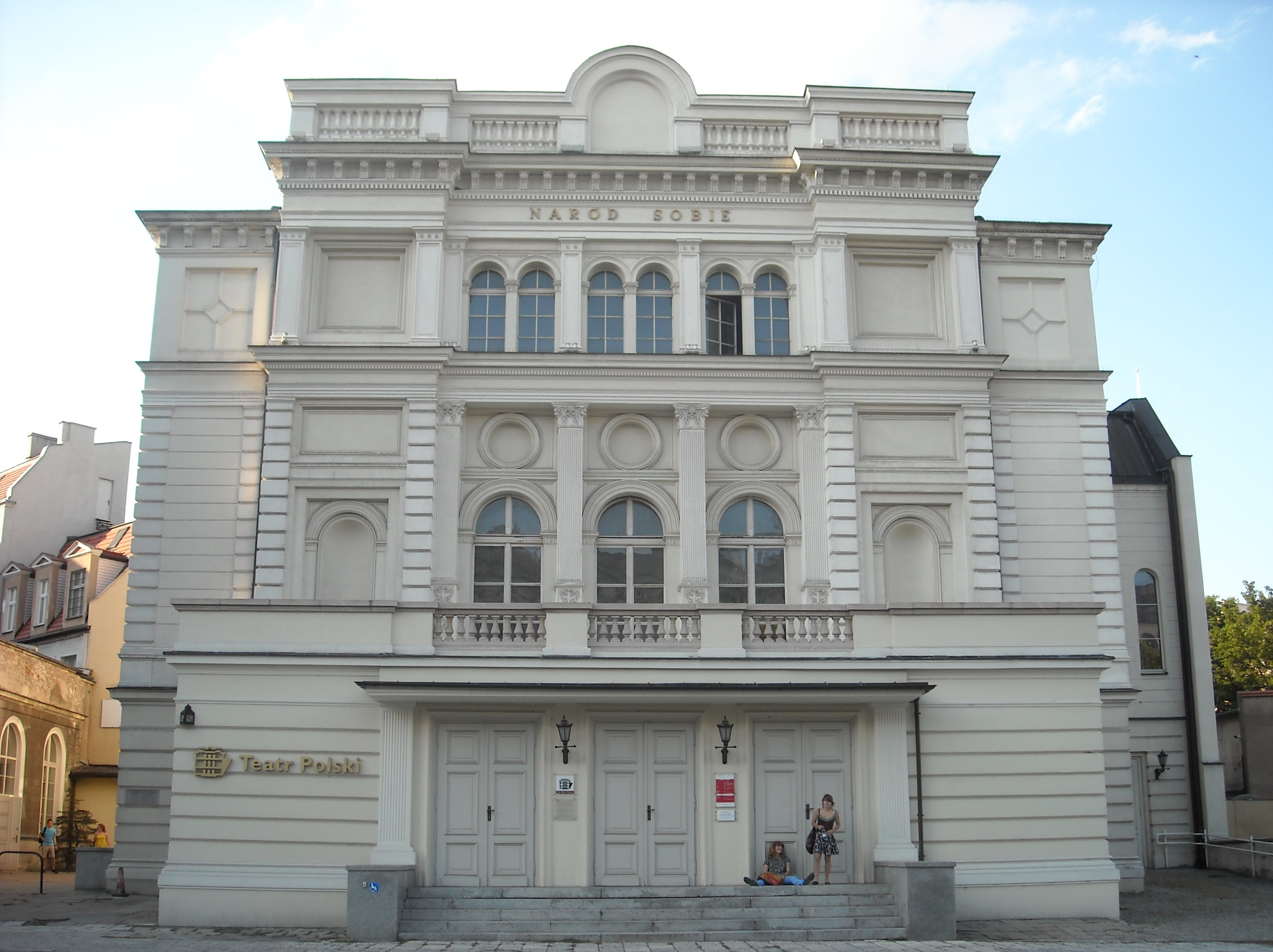
Польський Театр в Познані

Королівсько-Імператорський Тракт в Познані — головний культурно-туристичний маршрут, що проходить вздовж найпопулярніших туристичних місць Познані, які пов'язані з культурною спадщиною міста.
Проект Королівсько-Імператорського Тракту був реалізований в 2006—2013 роках Міською Радою Познані, на підставі концепції, яка повстала в 2001 році в Регіональному Закладі Досліджень і Документації Пам'яток в Познані. Програма була реалізована а рамах Народної Культурної Програми «Захист Пам'яток і Культурної Спадщини в 2004—2013 роках». Від 2009 координуванням займається Центр Культурного Туризму Тракт — культурної інституції міста Познань, яка від 2013 року також є оператором Брами Познані.
В 2015 році маршрут був перепроектований. В рамах змін була модифікована і скорочена його відстань, додано нові об'єкти, змінено візуальну ідентифікацію і означено в просторі міста, а також розпочато видавання нових туристичних публікацій.

## Історичні віднесення в назві
Дефініція «королівський» пов'язаний з наступними особами:
- Мешко I, (з простором Тракту також є пов'язана особа дружини Мешка І — Дубравка Чеська),
- Болеслав I Хоробрий
- Мешко II В'ялий,
- Казимир I Відновитель,
- Владислав Одонич,
- Пшемисл I,
- Болеслав Побожний,
- Пшемисл II,
- Казимир III Великий,
- Людовик Угорський,
- Ядвіга Анжуйська,
- Владислав II Ягайло,
- Ян I Ольбрахт,
- Казимир IV Ягеллончик,
- Сигізмунд I Старий,
- Генріх III,
- Сигізмунд III Ваза,
- Ян II Казимир.

Дефініція «імператорський» маршруту пов'язаний з візитами в Познані таких осіб:
- Оттона III — імператора Священної Римської імперії, який перебував в місті в 1000 році, в зв'язку з участю в гнєзнєнськом з'їзді,
- Наполеона Бонапарта — монарха Франції, який перебував у Познані в 1806, 1807 і дворазово в 1812 р. Під час свого першого візиту проживав в Єзуїтській Колегії і звідти керував своєю армією, надаючи Познані статус столиці Європи на кілька тижнів,
- Вільгельма II — остатнього німецького імператора і правителя Пруссії, який збудував в Познані імператорський замок.

## Королівсько-Імператорський Тракт після 2015
Згідно опису авторів «головними героями» Королівсько-Імператорського Тракту є «чотириста поколінь познаняків», а культурна спадщина Познані мусить бути інтерпретована через призму бажання людей, з нею зв'язаною, до перемоги над труднощами і осягнення успіху — метафорично «стремління до корони». Збережена від початку створення тракту назва переносить також до монаршої традиції: королівської, а саме п'ястовської і імператорської, зв'язаної з візитами в Познані володарів, які мали імператорський титул. Наррація тракту є тісно пов'язана з історичним періодом від Прийняття християнства в Польщі в 966 і до 1918. Маршрут призначений для пішого і велосипедного огляду або за допомогою міської комунікації.
Внутрішньо маршрут ділиться на:
- «головну лінію», як має близько 3 км довжини і починається від Брами Познані і закінчується біля Імператорського Замку. Вона має матеріальний характер і є означена в міському просторі таблицями з вирізаною короною — логотипом тракту, які є заміщені на елементах міської інфраструктури[7];
- три «простори»: Тумський Острів, Старе Місто і Середмістя, на яких розміщені «головні маршрути» і «додаткові маршрути». «Головіні маршрути» і «додаткові маршрути» мають візуальний характер і не мають позначень в міському просторі, але описані в електронних і друкованих туристичних публікаціях[7];
- «тематичні маршрути», які зосереджені на окремих темах, зв'язаних з історією Познані. Вони мають візуальних характер і не мають позначень в міському просторі, але описані в електронних і друкованих туристичних публікаціях[7]; До цього часу (станом на березень 2020) приготовані «Маршрут єврейської спадщини», «Маршрут спадщини Реформації», «Познанський маршрут жінок» і «Познанський маршрут науки»[8].

### Головний маршрут: Тумський Острів і Катедра[6]
Розпочинається біля Катедрального шлюзу, однієї з частин фортифікаційної системи Познані XIX століття над річкою Цибіна, або ж біля Брами Познані — Інтерактивного Історичного Центру Тумського Острова. Наррація маршруту є побудована навколо теми створення перших поселень на території Познані, польської держави і перших польських правителів, прийняття християнства та історії створення і розвитку найстаршої в Польщі Катедри — Базиліки святих Петра і Павла та інших будівель релігійного значення, які знаходяться на Тумському Острові, а також навколо постатей познанських біскупів і єпископів, а найбільше Яна Любранського — познанського єпископа, засновника Академії Любранського.
Додатками до маршруту є:
- Додатковий маршрут: Шьрудка[6], який охоплює протилежний Тумському Острові берег річки Цибіна — т. зв. район Шьрудки, який з'єднаний з Тумським островом мостом Йордана;
- Додатковий Маршрут: Хвалішево[6], який знаходиться на другому березі річки Варта і з'єднаний з Тумським островом мостом Болеслава Хороброго.

### Головний маршрут: Старе Місто[6]
Проходить на Старому Ринку Познані і обіймає прощу навколо Ратуші і відповідно всіх історичних кам'яниць та пам'яток, які зв'язані з історією міста. Тут є і Ганебний Стовп — місце де в середньовіччі страчували злочинців, а сьогодні місце зустрічі молоді, і Палац Дзявинських з цікавою історію будинку і сама Ратуша з якою пов'язана не одна міська легенда про познанських козликів. Крім кам'яниць маршрут також проводить середньовічними і ренесансними вулицями Старого міста, які колись також були частиною старих міських мурів міста.
Додатками до маршруту є:
- Додатковий маршрут: Старе Місто — Пагорб Св. Войцеха[6], який охоплює частину міста на північ від Старого Міста;
- Додатковий маршрут: Пяскі і Гробля[6], який відповідно охоплює район міста Пяскі і Гробля, і зв'язану з цими районами локальну історію.

### Головний маршрут: Середмістя[6]
Пов'язаний з історією Познані під пруським правлінням на кінець XVIII століття і зосереджений навколо теми багатокультурності мешканців Познані, оскільки на той момент в місті проживали поляки, німці і євреї. Історичні пам'ятки, які зустрічаються на шляху маршруту зв'язані з пруськими адміністративними, культурними і освітніми будівлями. Тут є і Національний Музей, який є першим німецьким музеєм в Познані і який до 1919 року носив ім'я німецького імператора Фрідріха III, і будинок старої пруської колонізаційної комісії, де сьогодні знаходиться факультет філології Університету імені Адама Міцкевича у Познані і також імператорський замок Вільгельма II, в якому сьогодні не може не відбутися жодна вагома культурна подія в місті.
Крім будинків з пруським впливом, також на маршруті можна зустріти Бібліотеку Рачинських — збірку книг великопольського графа Едварда Рачинського, котра була першою бібліотекою в анексованому Пруссією Познані і Польський Театр, який був збудований за умовною згодою пруської влади в сьогодні не існуючому подвір'ї кам'яниці, за проектом Станіслава Хебановского, і багато іншого.
Додатками до маршруту є:
- Додатковий маршрут: Маршрут Влади та Інституцій[6], який представляє Познань в ролі головного осередку польського національного життя в Пруссії XIX ст. та одночасно в ролі адміністративної столиці провінції «німецького Сходу»;
- Додатковий маршрут: Середмістя — Маршрут Фортеці і Незалежності[6], який представляє Познань в ролі воєнної фортеці Пруссії;
- Додатковий маршрут: Маршрут сучасного міста[6], який представляє індустріальні і модернізаційні об'єкти Познані, які є характерні для XIX столітнього міста.